# The Numbers
The Numbers — вебсайт, що відстежує касові збори від кінопрокату систематичним, алгоритмічним методом. Сайт був запущений у 1997 році підприємцем Брюсом Нешом.